# Ruy de Freitas
Ruy de Freitas (Macaé, 24 de agosto de 1916 – Rio de Janeiro, 2 de agosto de 2012) foi um jogador brasileiro de basquetebol. 
Começou a carreira na Associação Cristã de Moços e encerrou a carreira no Riachuelo Tênis Clube, ambos do Rio de Janeiro, onde também jogou pelo América Football Club e pela Associação Atlética Grajaú.
Conquistou a medalha de bronze nos Jogos Olímpicos de Londres, em 1948. Fez 37 pontos em 8 jogos. Nos Jogos de 1952, em Helsinque, na Finlândia, integrou a seleção nacional que finalizou na sexta colocação. 
Participou ainda do Mundial da Argentina, em 1950, onde a equipe chegou na quarta colocação. Foi bicampeão sul-americano com a seleção (1939 e 1945). No total, marcou 250 pontos em 46 jogos.
Como técnico da seleção masculina do Brasil, dirigiu a equipe em uma competição oficial, o Sul-Americano de 1955, na Colômbia, onde conquistou o terceiro lugar. No total, foram oito jogos, com seis vitórias e duas derrotas.
Ruy morreu aos 95 anos de idade, sendo o penúltimo remanescente da equipe medalhista olímpica de 1948 (o único ainda vivo é Alberto Marson).